# 老麦乡
老麦乡，是中华人民共和国云南省保山市施甸县下辖的一个乡镇级行政单位。

## 行政区划
老麦乡下辖以下地区：
太和村、黄家寨村、杨柳村、老麦村、茨桶村、红谷村和清河村。